# عدد فوق مركب

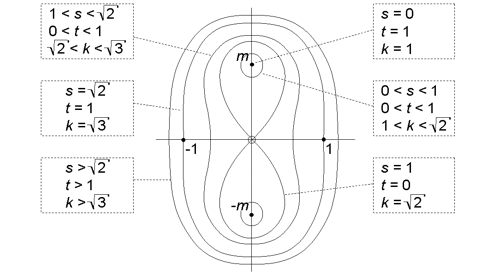
الأعداد فوق المركبة.

في الرياضيات، الأعداد فوق المركبة أو الأعداد فوق العقدية (بالإنجليزية: Hypercomplex numbers)‏ هي امتدادات للأعداد المركبة تعرف ضمن حقول الجبر التجريدي. مثالها : مرباع، تيسارين، مرباع منشطر [الإنجليزية]، مثمان، مسداس عشر.

## وصلات خارجية
- Hazewinkel, Michiel, ed. (2001), "Hypercomplex number", Encyclopedia of Mathematics  [لغات أخرى]‏ (بالإنجليزية), Springer, ISBN:978-1-55608-010-4
- History of the Hypercomplexes on hyperjeff.com
- Hypercomplex.info
- إيريك ويستاين، Hypercomplex number، ماثوورلد Mathworld (باللغة الإنكليزية).
- E. Study, "On systems of complex numbers and their application to the theory of transformation groups" (English translation)
- G. Frobenius, "Theory of hypercomplex quantities" (English translation)